# آب‌ستاره‌سانان

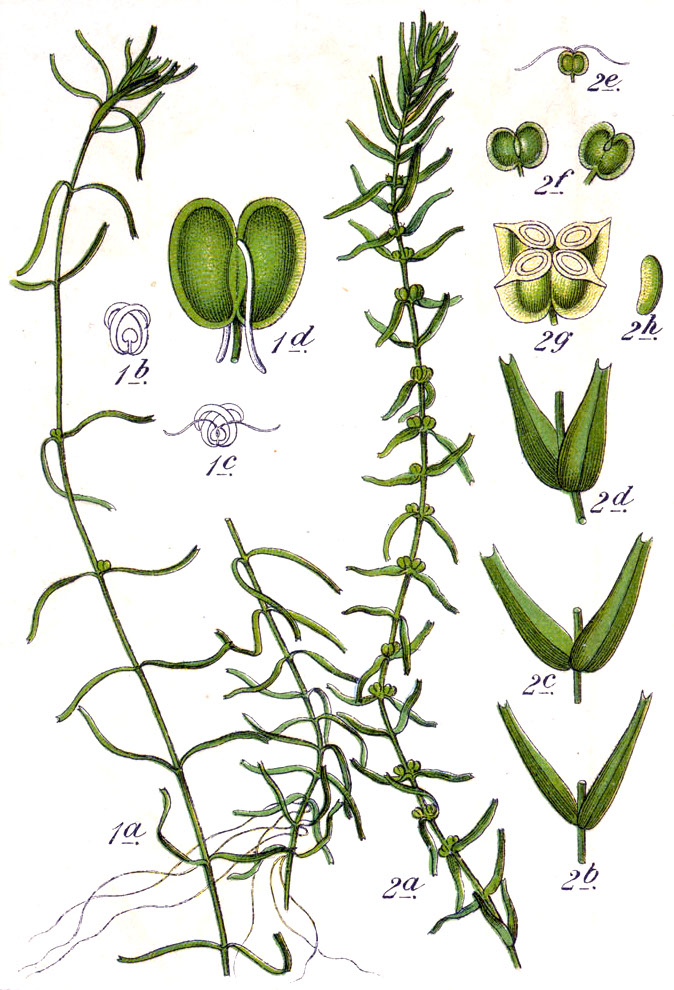
انواع و اجزای آب‌ستاره‌سانان

آب‌ستاره‌سانان (Callitrichales) یکی از راسته‌های گیاهان است.
این راسته از سوی برخی گروه‌های زیست‌شناسی به رسمیت شناخته نشده است.